# Championnat de Biélorussie de football 2020
Navigation
Édition précédente Édition suivante
La saison 2020 de Vycheïchaïa Liha est la trentième édition de la première division biélorusse. Elle prend place entre le 19 mars et le 5 décembre 2020.
Les seize meilleures équipes du pays sont réunies en une poule unique où elles s'affrontent à deux reprises, à domicile et à l'extérieur, pour un total de 240 matchs, soit trente chacune.
En fin de saison, le premier au classement est sacré champion de Biélorussie et se qualifie pour le premier tour de qualification de la Ligue des champions 2021-2022. Le vainqueur de la Coupe de Biélorussie 2020-2021 ainsi que le deuxième et le troisième du championnat sont quant à eux qualifiés pour le deuxième tour de qualification de la Ligue Europa Conférence 2021-2022. Si le vainqueur de la Coupe est déjà qualifié pour une compétition européenne d'une autre manière, sa place est réattribuée au quatrième du championnat. Dans le même temps, les deux derniers au classement sont directement relégués en deuxième division tandis que le quatorzième prend part à un barrage de relégation face au troisième de l'échelon inférieur afin de déterminer le dernier participant de la saison 2021.
La compétition est remportée par le Chakhtior Salihorsk qui assure son deuxième titre de champion lors de la dernière journée et se qualifie pour la Ligue des champions. En effet, le BATE Borisov, en tête du classement à l'issue de l'avant-dernière journée, avec un point d'avance sur le Chakhtior, fait match nul alors que ce dernier l'emporte sur le FK Minsk. Ainsi le Chakhtior Salihorsk remporte le titre avec 59 points contre 58 au BATE. Celui-ci succède donc au Dinamo Brest, qui termine pour sa part en quatrième position, et se qualifie pour la Ligue des champions. Sur le podium, le BATE Borisov est accompagné par le Torpedo Jodzina et obtiennent chacun une place en Ligue Europa Conférence. Du fait de la victoire du BATE en coupe nationale, la troisième place qualificative revient au quatrième du championnat, c'est-à-dire le Dinamo Brest.
En bas du classement, les promus FK Smaliavitchy et Belchina Babrouïsk terminent dans les deux dernières positions et descendent en deuxième division, tandis que le FK Sloutsk termine à la quatorzième place mais parvient à se maintenir à la faveur d'un barrage victorieux face au Krumkachy Minsk, troisième de l'échelon inférieur. Après la fin de la saison, le FK Haradzeïa, treizième, se retire volontairement du championnat par manque de financement.
Le meilleur buteur de la compétition est Maksim Skavych du BATE Borisov, qui a ainsi dix-neuf buts sur l'ensemble de la saison. Il est suivi par Jasurbek Yakhshiboev du Chakhtior Salihorsk qui en comptabilise seize tandis que Pavel Nekhaychik du BATE et Gegham Kadymyan (en) du Nioman Hrodna terminent tous les deux avec douze réalisations et se partagent la troisième place. Le titre de meilleur passeur revient quant à lui à Igor Stasevich, lui aussi du BATE et pour la troisième fois de suite, avec onze passes décisives délivrées.

## Participants
Un total de seize équipes participent au championnat, treize d'entre elles étant déjà présentes la saison précédente, auxquelles s'ajoutent trois promus de deuxième division que sont le Belchina Babrouïsk, le Rukh Brest et le FK Smaliavitchy qui remplacent le Dniapro Mahiliow, le FK Homiel et le Torpedo Minsk, relégués à l'issue de l'édition précédente.
Parmi ces clubs, quatre d'entre eux n'ont jamais quitté le championnat depuis sa fondation en 1992 : le Chakhtior Salihorsk, le Dinamo Brest, le Dinamo Minsk et le Nioman Hrodna. En dehors de ceux-là, le BATE Borisov évolue continuellement dans l'élite depuis 1998 tandis que le Torpedo Jodzina (2002) et le FK Minsk (2009) sont présents depuis les années 2000. La ville de Minsk abrite à elle seule quatre des seize équipes participantes.
Légende des couleurs
- Premier tour de qualification de la Ligue des champions 2020-2021
- Deuxième tour de qualification de la Ligue Europa 2020-2021
- Premier tour de qualification de la Ligue Europa 2020-2021
- Promu de Perchaïa Liha 2019

| Club                | Présent depuis | Classement 2019 | Entraîneur                | Stade           | Capacité théorique |
| ------------------- | -------------- | --------------- | ------------------------- | --------------- | ------------------ |
| Dinamo Brest        | 1992           | 1               | Sergueï Kovaltchouk       | OSK Brestski    | 10 169             |
| BATE Borisov        | 1998           | 2               | Aleksandr Lisovski (en)   | Borisov Arena   | 13 126             |
| Chakhtior Salihorsk | 1992           | 3               | Roman Hryhorchuk (en)     | Stade Stroïtel  | 4 200              |
| Dinamo Minsk        | 1992           | 4               | Leonid Kuchuk             | Stade Dinamo    | 17 586             |
| Isloch Minsk Raion  | 2016           | 5               | Vitali Joukovski          | Stade FK Minsk  | 3 100              |
| Torpedo Jodzina     | 2002           | 6               | Iouri Pountous (en)       | Stade Torpedo   | 6 524              |
| FK Haradzeïa        | 2016           | 7               | Oleg Radouchko            | Stade Haradzeïa | 2 100              |
| Slavia Mazyr        | 2019           | 8               | Mikhaïl Martinovitch (en) | Stade Iounost   | 5 300              |
| Nioman Hrodna       | 1992           | 9               | Igor Kovalevitch (en)     | Stade Nioman    | 9 000              |
| FK Minsk            | 2009           | 10              | Vadim Skripchenko         | Stade FK Minsk  | 3 100              |
| FK Sloutsk          | 2014           | 11              | Aleksandr Kontchits       | Stade municipal | 2 150              |
| Energetik-BDU Minsk | 2019           | 12              | Vladimir Beliavski        | Stade RCAR-BDU  | 1 500              |
| FK Vitebsk          | 2015           | 13              | Sergueï Iasinski          | Vitebski CSK    | 8 300              |
| Belchina Babrouïsk  | 2020           | 1 (D2)          | Dmitri Migas              | Stade Spartak   | 4 500              |
| FK Smaliavitchy     | 2020           | 2 (D2)          | Alekseï Mikhaïlov         | Stade Oziorny   | 1 600              |
| Rukh Brest          | 2020           | 3 (D2)          | Andreï Chelmodeïev        | OSK Brestski    | 10 169             |

### Changements d'entraîneur
| Club                | Entraîneur partant   | Date de départ    | Position | Entraîneur arrivant     | Date d'arrivée    |
| ------------------- | -------------------- | ----------------- | -------- | ----------------------- | ----------------- |
| Dinamo Minsk        | Sergueï Gurenko      | 20 avril 2020     | 12e      | Leonid Kuchuk           | 22 avril 2020     |
| FK Sloutsk          | Vitali Pavlov        | 26 juin 2020      | 11e      | Aleksandr Kontchits     | 26 juin 2020      |
| Belchina Babrouïsk  | Edouard Gradoboïev   | 1er juillet 2020  | 16e      | Dmitri Migas            | 1er juillet 2020  |
| FK Smaliavitchy     | Aleksandr Brazevitch | 6 juillet 2020    | 15e      | Alekseï Mikhaïlov       | 6 juillet 2020    |
| FK Minsk            | Andreï Razine (en)   | 4 août 2020       | 14e      | Vadim Skripchenko       | 4 août 2020       |
| Chakhtior Salihorsk | Yuriy Vernydub       | 31 août 2020      | 1er      | Roman Hryhorchuk (en)   | 5 septembre 2020  |
| BATE Borisov        | Dmitri Alchevski     | 23 septembre 2020 | 1er      | Aleksandr Lisovski (en) | 23 septembre 2020 |

## Compétition

### Règlement
Le classement est établi sur le barème de points classique, une victoire valant trois points, tandis qu'un match nul n'en rapporte qu'un seul et une défaite aucun.
Pour départager les égalités de points, les critères suivants sont appliqués dans l'ordre :
1. Résultats en confrontations directes (points, différence de buts puis buts marqués) ;
2. Différence de buts générale ;
3. Nombre de matchs gagnés ;
4. Nombre de buts marqués.

### Classement
| Rang | Équipe               | Pts | J  | G  | N  | P  | Bp | Bc | Diff |
| ---- | -------------------- | --- | -- | -- | -- | -- | -- | -- | ---- |
| 1    | Chakhtior Salihorsk  | 59  | 30 | 17 | 8  | 5  | 57 | 21 | +36  |
| 2    | BATE Borisov C       | 58  | 30 | 17 | 7  | 6  | 65 | 32 | +33  |
| 3    | Torpedo Jodzina      | 56  | 30 | 16 | 8  | 6  | 55 | 37 | +18  |
| 4    | Dinamo Brest T S     | 54  | 30 | 17 | 3  | 10 | 63 | 40 | +23  |
| 5    | Nioman Hrodna        | 53  | 30 | 16 | 5  | 9  | 41 | 29 | +12  |
| 6    | Dinamo Minsk         | 52  | 30 | 16 | 4  | 10 | 38 | 25 | +13  |
| 7    | Isloch Minsk Raion   | 45  | 30 | 13 | 6  | 10 | 47 | 46 | +1   |
| 8    | Rukh Brest P         | 44  | 30 | 11 | 8  | 10 | 57 | 38 | +19  |
| 9    | Slavia Mazyr         | 39  | 30 | 10 | 9  | 11 | 41 | 49 | -8   |
| 10   | Energetik-BDU Minsk  | 38  | 30 | 11 | 5  | 14 | 43 | 46 | -3   |
| 11   | FK Minsk             | 38  | 30 | 11 | 5  | 14 | 45 | 57 | -12  |
| 12   | FK Vitebsk           | 36  | 30 | 8  | 12 | 10 | 30 | 38 | -8   |
| 13   | FK Haradzeïa         | 31  | 30 | 8  | 7  | 15 | 30 | 48 | -18  |
| 14   | FK Sloutsk           | 27  | 29 | 8  | 3  | 18 | 31 | 55 | -24  |
| 15   | Belchina Babrouïsk P | 21  | 30 | 5  | 6  | 19 | 34 | 71 | -37  |
| 16   | FK Smaliavitchy P    | 14  | 29 | 3  | 5  | 21 | 27 | 72 | -45  |

Qualifications européennes
Ligue des champions 2021-2022
- 1er : premier tour de qualification - voie des champions

Ligue Europa Conférence 2021-2022
- C, 2e et 3e : deuxième tour de qualification - voie principale

Relégation
- 13e : rétrogradation
- 14e : barrage de relégation
- 15e et 16e : relégation en deuxième division

Abréviations
- T : Tenant du titre
- C : Vainqueur de la Coupe de Biélorussie 2020-2021
- S : Vainqueur de la Supercoupe de Biélorussie 2020
- P : Promu de deuxième division 2019

1. ↑  Le FK Haradzeïa se retire de la compétition à l'issue de la saison pour des raisons financières[8],[9].

### Matchs
| Résultats (▼dom., ►ext.)                                   | BATE | BEL | CHA | DBR | DMI | ENE | HAR | ISL | MIN | NIO | RUK | SLA | SLO | SMA  | TJO | VIT |
| BATE Borisov                                               |      | 5-0 | 2-2 | 2-4 | 0-2 | 0-1 | 1-0 | 1-0 | 6-0 | 3-1 | 1-0 | 1-1 | 3-0 | 5-2  | 0-0 | 3-1 |
| Belchina Babrouïsk                                         | 0-2  |     | 1-5 | 0-3 | 0-4 | 1-5 | 0-1 | 2-3 | 1-3 | 0-1 | 3-7 | 2-3 | 4-2 | 1-1  | 2-1 | 1-1 |
| Chakhtior Salihorsk                                        | 1-1  | 4-0 |     | 1-0 | 0-1 | 1-0 | 4-1 | 4-0 | 4-2 | 0-0 | 1-1 | 2-0 | 1-2 | 4-0  | 0-1 | 5-0 |
| Dinamo Brest                                               | 1-3  | 1-2 | 0-2 |     | 2-1 | 2-1 | 3-1 | 3-1 | 6-1 | 3-1 | 5-2 | 1-2 | 3-1 | 1-1  | 2-3 | 1-0 |
| Dinamo Minsk                                               | 0-0  | 3-1 | 0-1 | 2-4 |     | 0-0 | 1-0 | 1-0 | 1-0 | 2-0 | 0-1 | 1-0 | 1-2 | 2-1  | 2-0 | 1-0 |
| Energetik-BDU Minsk                                        | 3-1  | 0-1 | 1-2 | 2-1 | 2-3 |     | 0-1 | 1-1 | 2-0 | 1-1 | 1-8 | 5-0 | 0-2 | 4-1  | 1-4 | 3-3 |
| FK Haradzeïa                                               | 0-2  | 2-1 | 0-2 | 1-4 | 1-0 | 1-1 |     | 0-2 | 1-1 | 0-2 | 1-3 | 1-1 | 3-0 | 4-0  | 1-3 | 2-2 |
| Isloch Minsk Raion                                         | 2-2  | 2-1 | 4-2 | 2-0 | 2-1 | 1-2 | 2-2 |     | 3-4 | 1-0 | 1-1 | 2-1 | 2-3 | 1-0  | 2-2 | 2-0 |
| FK Minsk                                                   | 0-3  | 2-2 | 1-1 | 1-2 | 3-2 | 2-1 | 3-0 | 0-1 |     | 4-3 | 0-1 | 2-1 | 1-0 | 2-1  | 2-5 | 2-2 |
| Nioman Hrodna                                              | 0-2  | 1-1 | 0-0 | 1-0 | 1-0 | 3-0 | 0-1 | 1-0 | 2-0 |     | 2-4 | 1-2 | 1-0 | 2-0  | 3-1 | 2-0 |
| Rukh Brest                                                 | 0-3  | 3-0 | 1-2 | 1-4 | 1-0 | 0-1 | 1-1 | 1-1 | 1-0 | 2-3 |     | 3-3 | 5-0 | 0-0  | 3-3 | 0-1 |
| Slavia Mazyr                                               | 2-1  | 1-1 | 1-0 | 1-1 | 0-1 | 2-1 | 1-1 | 2-4 | 1-3 | 1-3 | 0-0 |     | 3-1 | 2-1  | 0-0 | 1-1 |
| FK Sloutsk                                                 | 1-3  | 3-2 | 0-2 | 0-1 | 1-2 | 1-2 | 0-1 | 2-1 | 2-1 | 0-1 | 1-1 | 3-1 |     | Ann. | 1-1 | 1-1 |
| FK Smaliavitchy                                            | 3-5  | 0-3 | 0-0 | 3-3 | 1-3 | 0-2 | 4-1 | 3-1 | 0-4 | 1-4 | 0-6 | 0-3 | 2-1 |      | 1-4 | 0-1 |
| Torpedo Jodzina                                            | 3-2  | 1-0 | 1-4 | 0-2 | 0-0 | 2-0 | 3-1 | 2-0 | 1-1 | 0-1 | 0-0 | 4-2 | 4-1 | 2-1  |     | 1-0 |
| FK Vitebsk                                                 | 2-2  | 1-1 | 0-0 | 1-0 | 1-1 | 1-0 | 1-0 | 2-3 | 1-0 | 0-0 | 0-0 | 2-3 | 2-0 | 1-0  | 2-3 |     |
| - Victoire à domicile - Match nul - Victoire à l'extérieur |      |     |     |     |     |     |     |     |     |     |     |     |     |      |     |     |

En raison de la détection de cas de Covid-19 au sein de l'effectif du FK Sloutsk et du manque d'influence du résultat sur le classement final, le match de la dernière journée entre Sloutsk et le FK Smaliavitchy n'est finalement pas joué.

### Barrage de relégation
Un barrage de relégation est disputé en fin de saison afin de déterminer le dernier participant de l'édition 2021 de la première division. Il oppose le FK Sloutsk, quatorzième du championnat, au Krumkachy Minsk, qui a fini troisième de la deuxième division. Les deux équipes s'affrontent dans le cadre d'une confrontation en deux manches disputée les 15 et 19 décembre 2020.
| Équipe               | Aller | Total | Retour | Équipe          |
| -------------------- | ----- | ----- | ------ | --------------- |
| Krumkachy Minsk (D2) | 0 - 2 | 1- 4  | 1 - 2  | (D1) FK Sloutsk |

Légende des couleurs
- Le club se maintient en première division.
- Promotion en première division.
- Le club reste en deuxième division.
- Relégation en deuxième division.

## Statistiques

### Domicile et extérieur
| Rang | Équipe              | Pts | J  | G | N | P  | Bp | Bc | Diff |
| ---- | ------------------- | --- | -- | - | - | -- | -- | -- | ---- |
| 1    | Chakhtior Salihorsk | 30  | 15 | 9 | 3 | 3  | 32 | 9  | +23  |
| 2    | BATE Borisov        | 30  | 15 | 9 | 3 | 3  | 33 | 14 | +19  |
| 3    | Torpedo Jodzina     | 30  | 15 | 9 | 3 | 3  | 24 | 15 | +9   |
| 4    | Nioman Hrodna       | 29  | 15 | 9 | 2 | 4  | 20 | 11 | +9   |
| 5    | Dinamo Minsk        | 29  | 15 | 9 | 2 | 4  | 17 | 10 | +7   |
| 6    | Dinamo Brest        | 28  | 15 | 9 | 1 | 5  | 34 | 22 | +12  |
| 7    | Isloch Minsk Raion  | 28  | 15 | 8 | 4 | 3  | 29 | 21 | +8   |
| 8    | FK Vitebsk          | 24  | 15 | 6 | 6 | 3  | 17 | 13 | +4   |
| 9    | FK Minsk            | 24  | 15 | 7 | 3 | 5  | 25 | 25 | 0    |
| 10   | Slavia Mazyr        | 21  | 15 | 5 | 6 | 4  | 18 | 19 | -1   |
| 11   | Energetik-BDU Minsk | 18  | 15 | 5 | 3 | 7  | 26 | 29 | -3   |
| 12   | Rukh Brest          | 17  | 15 | 4 | 5 | 6  | 22 | 22 | 0    |
| 13   | FK Haradzeïa        | 16  | 15 | 4 | 4 | 7  | 18 | 24 | -6   |
| 14   | FK Sloutsk          | 15  | 14 | 4 | 3 | 7  | 16 | 20 | -4   |
| 15   | FK Smaliavitchy     | 11  | 15 | 3 | 2 | 10 | 18 | 41 | -23  |
| 16   | Belchina Babrouïsk  | 8   | 15 | 2 | 2 | 11 | 18 | 42 | -24  |

| Rang | Équipe              | Pts | J  | G | N | P  | Bp | Bc | Diff |
| ---- | ------------------- | --- | -- | - | - | -- | -- | -- | ---- |
| 1    | Chakhtior Salihorsk | 29  | 15 | 8 | 5 | 2  | 25 | 12 | +13  |
| 2    | BATE Borisov        | 28  | 15 | 8 | 4 | 3  | 32 | 18 | +14  |
| 3    | Rukh Brest          | 27  | 15 | 7 | 6 | 2  | 35 | 16 | +19  |
| 4    | Dinamo Brest        | 26  | 15 | 8 | 2 | 5  | 29 | 18 | +11  |
| 5    | Torpedo Jodzina     | 26  | 15 | 7 | 5 | 3  | 31 | 22 | +9   |
| 6    | Nioman Hrodna       | 24  | 15 | 7 | 3 | 5  | 21 | 18 | +3   |
| 7    | Dinamo Minsk        | 23  | 15 | 7 | 2 | 6  | 21 | 15 | +6   |
| 8    | Energetik-BDU Minsk | 20  | 15 | 6 | 2 | 7  | 17 | 17 | 0    |
| 9    | Slavia Mazyr        | 18  | 15 | 5 | 3 | 7  | 23 | 30 | -7   |
| 10   | Isloch Minsk Raion  | 17  | 15 | 5 | 2 | 8  | 18 | 25 | -7   |
| 11   | FK Haradzeïa        | 15  | 15 | 4 | 3 | 8  | 12 | 24 | -12  |
| 12   | FK Minsk            | 14  | 15 | 4 | 2 | 9  | 20 | 32 | -12  |
| 13   | Belchina Babrouïsk  | 13  | 15 | 3 | 4 | 8  | 16 | 29 | -13  |
| 14   | FK Vitebsk          | 12  | 15 | 2 | 6 | 7  | 13 | 25 | -12  |
| 15   | FK Sloutsk          | 12  | 15 | 4 | 0 | 11 | 15 | 35 | -20  |
| 16   | FK Smaliavitchy     | 3   | 14 | 0 | 3 | 11 | 9  | 31 | -22  |

| Rang | Buteur               | Club                                    | Buts |
| ---- | -------------------- | --------------------------------------- | ---- |
| 1    | Maksim Skavych       | BATE Borisov                            | 19   |
| 2    | Jasurbek Yakhshiboev | Energetik-BDU Minsk Chakhtior Salihorsk | 16   |
| 3    | Pavel Nekhaychik     | BATE Borisov                            | 12   |
| 3    | Gegham Kadymyan (en) | Nioman Hrodna                           | 12   |
| 5    | Ievgueni Chikavka    | Dinamo Minsk                            | 11   |
| 5    | Gabriel Ramos        | Torpedo Jodzina                         | 11   |
| 5    | Denis Laptev         | Dinamo Brest                            | 11   |
| 8    | Zoran Marušić        | Nioman Hrodna                           | 10   |
| 8    | Pavel Savitski       | Dinamo Brest                            | 10   |
| 8    | Mikhaïl Gordeïchuk   | Dinamo Brest                            | 10   |

| Rang | Passeur                  | Club                | Passes |
| ---- | ------------------------ | ------------------- | ------ |
| 1    | Igor Stasevich           | BATE Borisov        | 11     |
| 2    | Bojan Nastić             | BATE Borisov        | 10     |
| 3    | Nikola Antić             | Chakhtior Salihorsk | 9      |
| 4    | Denis Laptev             | Dinamo Brest        | 8      |
| 5    | Gabriel Ramos            | Torpedo Jodzina     | 7      |
| 5    | Andreï Khachaturyan (en) | Torpedo Jodzina     | 7      |
| 5    | Stanislav Dragun         | BATE Borisov        | 7      |
| 5    | Pavel Nekhaychik         | BATE Borisov        | 7      |
| 5    | Lipe Veloso              | Torpedo Jodzina     | 7      |
| 5    | Momo Yansané             | Isloch Minsk Raion  | 7      |
| 5    | Sergueï Kislyak          | Dinamo Brest        | 7      |